# Horný Tisovník
Horný Tisovník (maďarsky Felsőtisztás) je obec na Slovensku v okrese Detva. V obci žije 189 obyvatel. První písemná zmínka pochází z roku 1573.
Obec je obklopená pohořími Javorie a Ostrôžky. Středem obce protéká říčka Tisovník.